# 愛情新呼吸
《愛情新呼吸》 ( 英語： New Breath of Love)，中国国际电视总公司制作的时装爱情电视剧。由林峯、陈怡蓉、方中信、安以轩领衔主演，导演：蒋家骏、钟少雄，编剧：蓝今翎。此剧改编自台湾畅销小说作家王文华创作的第一部长篇都市爱情小说《61×57》，描述了四位元对爱情与婚姻有著截然不同观念的都市单身职业男女之间曲折、浪漫又伤感的爱情故事，展示了当代都市青年的情感生活与精神风貌。

## 播出時間
- 首播：2007年6月6日—2007年6月22日，每周一至五20時~22時。
- 重播：2007年6月7日—2007年6月23日，每周一至五1時~3時，每周六0時半~2時半。
- 重播：2010年5月25日─2010年6月29日，華視休閒頻道週一至週五20時~21時。

## 劇情概要
靜惠、徐凱、明正這三人不約而同地搭上同班電車，突然電車劇烈搖晃，明正不小心撞到靜惠，但徐凱眼見明正趁這個狀況親到靜惠，要求他向靜惠道歉，雖然道歉卻得不到徐凱的滿意，因此明正與靜惠交換名片，此為故事開頭。
在徐凱與靜惠談得正火熱之時，靜惠的危機已經漸漸逼近。自從阿金在工地受傷後開始，靜惠的家庭與感情出現變化，後來靜惠徘徊在家庭、感情、事業之間，故事的重頭戲就從此開始。

## 角色介紹與關係
| 演員   | 角色   | 香港配音員 | 身份                   | 關係                                                   |
| 林 峯  | 徐 凱  | 原聲       | 有機廣告公司創作部總監 | 范麗莎前任男友；林靜惠現任男友                         |
| 陳怡蓉 | 林靜惠 | 曾秀清     | 富東銀行外匯交易員     | 徐凱現任女友                                           |
| 方中信 | 黃明正 | 原聲       | 威漢集團總經理         | 蘇菲亞前任男友                                         |
| 安以軒 | 范麗莎 | 曾佩儀     | 有機廣告公司創作部員工 | 徐凱前任女友                                           |
| 閻燕娜 | 林靜雯 | 何璐怡     | 學生                   | 林靜惠之妹；阿金好友                                   |
| 姜 華  | 程 玲  | 程文意     | 21世紀公關公司總經理   | 徐凱前任女友；勝雄大學時代女友，理查前任女友；靜惠好友 |
| 蔣 冰  | 周勝雄 | 黃啟昌     | 網絡公司總裁           | 程玲大學時代男友；麗莎表哥                             |
| 于 毅  | 理 查  | -          |                        | 程玲前任男友                                           |
| 朱 傑  | 高 金  | -          |                        |                                                        |
| 聶雅良 | 林 父  | -          |                        | 林靜惠父親                                             |
| 張 蘭  | 林 母  | -          |                        | 林靜惠母親                                             |
| 徐正曦 | 吳強森 | 陳廷軒     | 有機廣告公司創作部員工 |                                                        |

## 外部連結
- 華視《愛情新呼吸》官方網站
- 無綫劇集台《愛情新呼吸》官方網站 （页面存档备份，存于）

| 華視 八點劇場 週一至週五 20:00 - 22:00 | 華視 八點劇場 週一至週五 20:00 - 22:00   | 華視 八點劇場 週一至週五 20:00 - 22:00 |
| -------------------------------------- | ---------------------------------------- | -------------------------------------- |
|                                        | 愛情新呼吸 （2007.06.06 - 2007.06.22）   |                                        |
| 太陽的女兒 （2007.04.13 - 2007.06.05） | 麻雀愛上鳳凰 （2007.06.25 - 2007.07.10） |                                        |